# Billy Dean
William Henry Dean, detto Billy (Manchester, 6 febbraio 1887 – Withington, 2 maggio 1949), è stato un pallanuotista britannico, vincitore di una medaglia d'oro alle olimpiadi di Anversa 1920.